# Западноукрајинска Народна Република
Западноукрајинска Народна Република (ЗУНР; укр. Західноукраїнська Народна Республіка, рсн. Западноукраинска людова република) је била краткотрајна држава, која је настала у процесу распада Аустроугарске монархије. Постојала је од јесени 1918. године до лета 1919. године. Обухватала је источни део дотадашње аустријске покрајине Галиције, а претендовала је и на неке суседне области (део Буковине и Закарпатја). Главни град је био Лавов. У јануару 1919. године, проглашено је уједињење ЗУНР са суседном Украјинском НР, али та одлука није била спроведена у пракси, тако да је ЗУНР наставила да делује, све до јула 1919. године, када су њену територију запоселе пољске трупе. Одлуком великих сила, територија на коју је претендовала ЗУНР подељена је између суседних држава (Пољска, Чехословачка, Румунија). Данас се највећи део тог простора налази у саставу Украјине.

## Историја
За време Првог светског рата (1914—1918), североисточне аустроугарске области у којима је живело источнословенско становништво тешко су пострадале услед ратних дејстава на галичком и карпатском бојишту. Иако је царска Русија на почетку рата успела да ослободи већи део Галиције и Буковине, руска војска је касније била потиснута из тих области.
У циљу сузбијања руског утицаја, аустроугарске власти су повеле антируску кампању, која је била усмерена против употребе ћириличног писма и народних етнонима изведених из руског имена (Русини, Малоруси, Белоруси). Активну улогу у спровођењу такве политике имало је гркокатоличко свештенство. У склопу кампање, угарске власти су покренуле нови талас мађаризације. Већ током, 1915. године, група гркокатоличких свештеника је предложила званичну забрану употребе русинског народног имена, на шта се надовезао и захтев појединих гркокатоличких бискупа да се русинска ћирилица забрани и замени латиницом, што је потом и спроведено.
Током ратних година, међу источнословенским политичким првацима у Аустроугарској монархији појавиле су се тежње ка стварању самоуправних или независних политичких јединица. Почетком 1918. године, аустроугарске власти су подржале стварање независне украјинске државе на суседним подручјима која су до тада била у саставу Руског царства, али ускоро се испоставило да је украјинска државна идеја постала привлачна и за део политичких првака у аустријској Галицији.
Након владарског манифеста од 16. октобра 1918. године, којим је наговештена федерализација државе, у Лавову је 18. октобра створено Украјинско народно веће (УНВ), састављено од политичара са подручја Галиције. Ово тело је наредног дана одлучило да започне рад на стварању украјинске државе, која би обухватала не само Галицију, већ и делове Буковине и Закарпатја. Међутим, на Галицију су претендовали и Пољаци, док су на Буковину претендовали Румуни. Пошто нису учествовали у стварању и раду УНВ, народни прваци из Закарпатја су повели преговоре са угарским властима у циљу добијања обласне аутономије.
У циљу преузимања пуне политичке власти, представници УНВ су 1. новембра приморали последњег царског гувернера Галиције да им препусти покрајинску управу. Истога дана, УНВ је прогласило независност у односу на царску власт. Пошто се цар и краљ Карло I Хабзбуршки повукао из активног учешћа у вођењу државних послова (11. новембра), УНВ се 13. новембра 1918. године одлучило за републикански облик владавине, прогласивши стварање Западноукрајинске Народне Републике (ЗУНР).
Иако је претендовала на све источнословенске области у оквиру граница дотадашње Аустроугарске монархије, ЗУНР је успела да успостави своју власт само у источном делу Галиције, немајући стварног утицаја на збивања у Буковини, коју је запосела Румунија, нити на збивања у Закарпатју, где је створена аутономна Русинска Крајина у саставу Мађарске Народне Републике. ЗУНР је ускоро изгубила чак и Лавов, који је запосела Пољска. Пошто је сукоб са Пољацима ескалирао у отворени рат, ЗУНР је почетком 1919. године одлучила да се уједини са суседном Украјинском Народном Републиком (УНР). Уједињење је проглашено 22. јануара 1919. године. Према првобитном договору, ЗУНР је требало трансформисати у такозвану Западну област УНР, али то није било спроведено у пракси.
Током пролећа 1919. године, ЗУНР је доживела низ пораза на војном и дипломатском плану. Сукоб са Пољском се завршио потпуним војним сломом, што је у јулу исте године довело до пољског запоседања Галиције и бегства руководства ЗУНР у суседну УНР. У исто време, пољски интереси су преовладали и међу представницима великих сила на Париској мировној конференцији, услед чега је борба за опстанак ЗУНР претрпела потпуни неуспех. Иако су представници ЗУНР (под окриљем УНР) наставили да се залажу за обноову своје државе, ускоро се испоставило да су власти УНР у циљу склапања савеза са Пољском спремне да се одрекну Галиције. То је довело до потпуног слома у односима између руководства ЗУНР и власти УНР, након чега је руководство ЗУНР емигрирало у Беч, одакле је наставило дипломатску борбу за обнову ЗУНР. Та борба је трајала све до 1923. године, када је пољска власт над Галицијом добила коначну међународну потврду, након чега је руководство ЗУНР донело одлуку о самораспуштању.